# 스낵면
스낵면은 오뚜기가 생산하는 경식용 인스턴트 라면이다. 건더기스프가 없고, 면과 분말스프로 구성되어 있다. 따라서 다른 라면에 비해 값이 싸다.
'밥 말아먹을 때 가장 맛있는 라면!'을 표어로 삼고 있으며, 스펀지 132화에서 전문가들이 블라인드 테스트를 진행한 결과 밥 말아먹기에 제일 좋은 라면으로 스낵면이 꼽혔다. 전문가들은 스낵면의 국물은 지나치게 맵지 않고 깔끔해 밥과 제일 잘 어우러진다고 평했다. 소비자권장가격을 2008년부터 10년 이상 700원으로 동결하였고, 면이 아주 얇다.

## 같이 보기
- 뿌셔뿌셔